# بارابياجو
بارابياجو (بالميلانية: Parabiagh; (باللاتينية: Parabiacum)‏) هي مدينة تقع في الجزء الشمالي الغربي من منطقة ميلانو الحضرية، لومبارديا، شمال إيطاليا.
يتم عبور المدينة بالطريق المؤدي إلى سيمبيوني (S.S.33) وسكة حديد ميلانو – غالاراتي؛ ويتدفق في مكان قريب نهر أولونه وقناة كانالي فيلوريسي.

## النقل
يوجد في المنطقة محطة واحدة لخط المترو S5، رغم أن هناك مشروع لبناء محطة أخرى بالقرب من الحدود مع نيرفيانو بورو. توجد محطة سكة حديد إقليمية واحدة تديرها شركة ترينورد في المدينة. تربط بعض خطوط الحافلات المحلية (Movibus) المدينة بالأحياء الأخرى.

## العلاقات الدولية
بارابياجو هي مدينة توأم مع:
- ساموبور، كرواتيا.[4]